# فرنسيس وتيار بينل
فرنسيس وتيار بينل (1886-1952) (بالإنجليزية: Francis Whittier Pennell) هو عالم نبات أمريكي.